# كريستينا كونكل
كريستينا كونكل (بالإنجليزية: Kristina Kunkel)‏ هي لاعبة كرة الماء أمريكية، ولدت في 27 مارس 1984.